# Manuel Iradier
Pour les articles homonymes, voir Iradier.

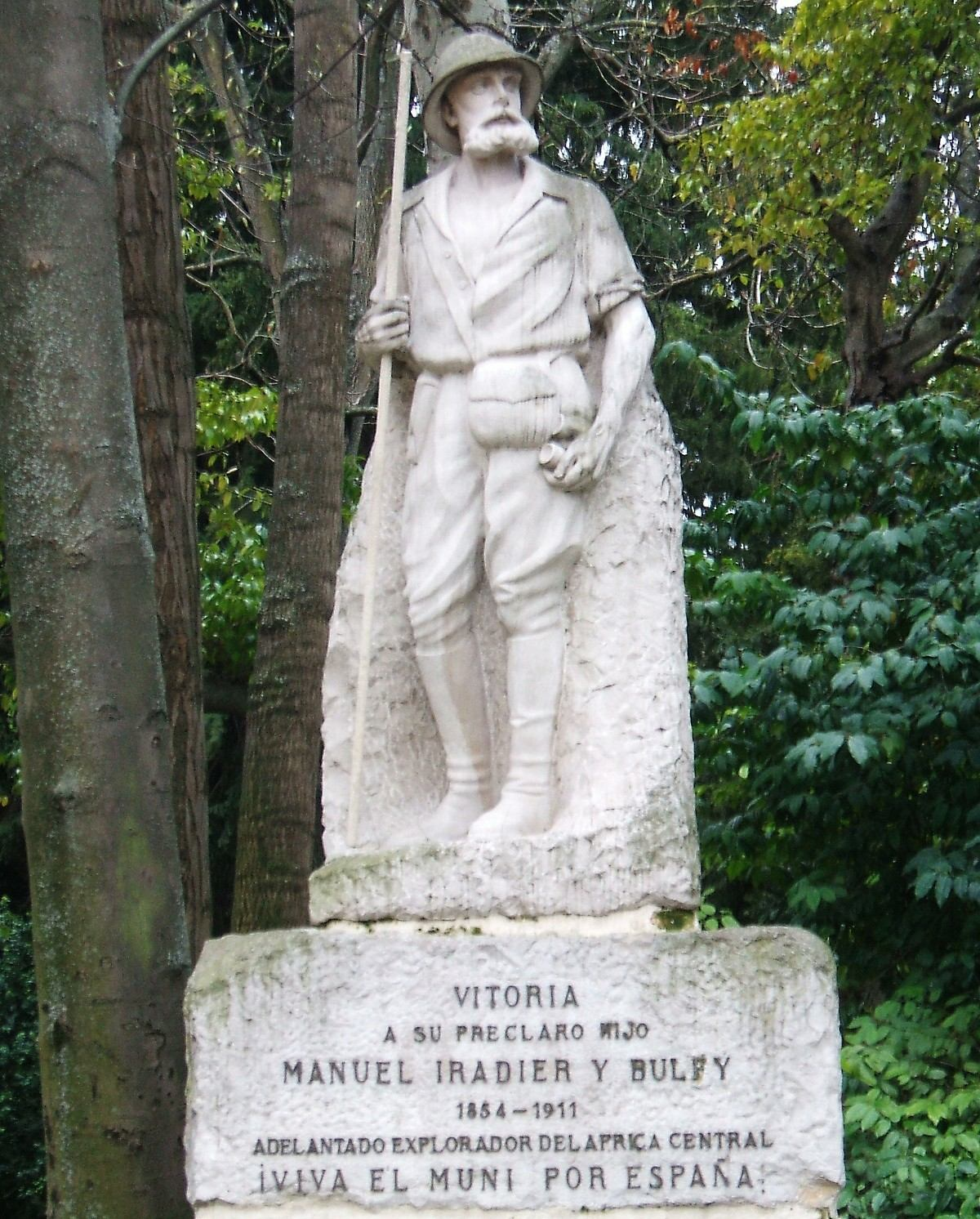
Monument dédié à Manuel Iradier, à Vitoria.

Manuel Iradier y Bulfy, né à Vitoria (Pays basque espagnol) en 1854 et mort à Valsaín (es) (Castille-et-León) en 1911, est un explorateur espagnol ; lors de ses trois voyages en Afrique centrale (1874 - 1877, 1877 - ? et 1884), il est le premier Européen à parcourir certaines régions de l'actuelle Guinée équatoriale avec le soutien de la Société géographique de Madrid ; par des traités signés avec des chefs indigènes, il fait reconnaître la souveraineté de l'Espagne sur environ 14 000 km2. Les documents rapportés par Iradier sont l'une des bases des revendications espagnoles lors de la conférence de Berlin (1884-1885). 
Son nom a été donné à la ville de Puerto Iradier (aujourd'hui Cogo), sur le littoral continental équatoguinéen, à proximité de la frontière avec le Gabon.